# Saint-Florent-sur-Auzonnet
Saint-Florent-sur-Auzonnet là một xã trong vùng Occitanie. Xã Saint-Florent-sur-Auzonnet nằm ở khu vực có độ cao trung bình 227 mét trên mực nước biển.